# Detector de Everhart–Thornley

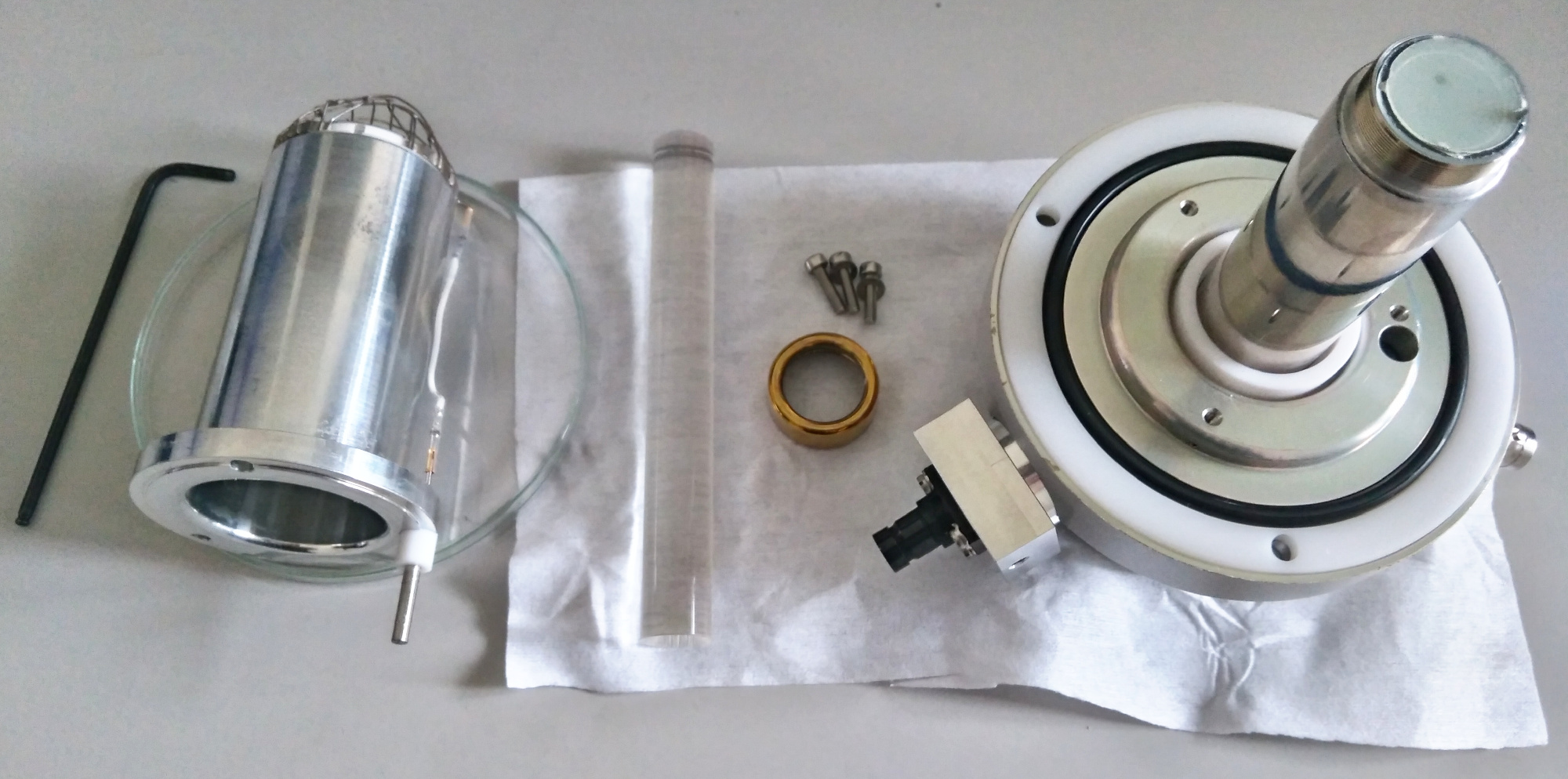
Detector Everhard-Thornley desmontado (Philips XL30), mostrando (da esquerda à direita) a grade +300V e tubo, guia de luz cilíndrica transparente, porca de fixação dourada e o conjunto interno com disco cintilador (+10 kV) na parte superior. Um fotomultiplicador comum estaria na parte traseira da guia de luz e não é mostrado.

O detector Everhart-Thornley (ou detector ET) é um detector de elétrons secundários por retrodifusão usado em microscópios eletrônicos de varredura (ou MEVs). Recebeu o nome de seus designers, Thomas E. Everhart e Richard F. M. Thornley, que, em 1960, publicaram seu projeto para aumentar a eficiência dos detectores de elétrons secundários existentes, adicionando um tubo de luz para transportar o sinal de fóton do cintilador dentro da câmara de amostra evacuada do MEV para o fotomultiplicador fora da câmara. Antes disso, Everhart havia melhorado um projeto de detecção de elétrons secundários de Vladimir Zworykin e Jan A. Rajchman, alterando o multiplicador de elétrons para um fotomultiplicador. O Detector Everhart-Thornley, com seu guia de luz e fotomultiplicador altamente eficientes é o detector mais frequentemente utilizado em MEVs.
O detector consiste principalmente em um cintilador dentro de uma gaiola de Faraday dentro da câmara de espécime do microscópio. Uma baixa voltagem positiva é aplicada à gaiola de Faraday para atrair os elétrons secundários de energia relativamente baixa (menor que 50 eV, por definição). Outros elétrons dentro da câmara da amostra não são atraídos por essa baixa voltagem e só chegam ao detector se sua direção de deslocamento levá-los a ele. O cintilador tem uma alta voltagem positiva (da ordem de grandeza de 10.000 V) para acelerar os elétrons que chegam a ele, onde podem ser convertidos em fótons de luz. A direção de sua trajetória é focada no guia de luz por um revestimento de metal no cintilador que atua como um espelho. No tubo de luz, os fótons viajam para fora da câmara de vácuo do microscópio para um tubo fotomultiplicador para amplificação.
O detector de elétrons secundários ET pode ser usado no modo de elétron retroespalhado do MEV desligando-se a gaiola de Faraday ou aplicando uma voltagem negativa a ela. No entanto, as melhores imagens de elétrons retroespalhados vêm de detectores de BSE dedicados em vez de usar o detector E-T como um detector de BSE.